# Будинок купців Туварджиєвих з більярдною
Будинок купців Туварджиєвих з більярдною — півтораповерхова споруда, яка мала історичну цінність та розташовувалась по вулиці Шаумяна, 41 у Ростові-на-Дону. Вік будівлі становив більше 100 років, вона була прикладом типового купецького будинку кінця XIX століття. В цьому будинку розташовувалась перша в місті більярдна. В 2016 році був знесений.

## Історія

### Кінець XIX століття
Будинок був побудований у кінці XIX століття. Перша письмова згадка про нього була знайдена в Оцінці нерухомо майна Ростова-на-Дону, опублікованого у 1894 році. Тоді ця будівля значилась під № 67, а його власницею була жінка на і'мя Іванова Анна Олександрівна. Згідно з документами, оцінка майна складала 2750 рублів. Є відомості, що у цьому ж році власниками будинку стали брати Туварджиєви — Єгор та Степан. Вони вели підприємницьку діяльність — торгували вином, для цього орендували магазини, які знаходились поблизу площі Старого ринку.

### XX століття
На початку ХХ століття будівля стала відомою у місті як «Будинок купців Туварджиєвих з більярдною», саме ця назва закріпилась за будівлею у майбутні роки. Станом на 1904 рік, оціночна вартість будинку складала 5500 рублів. В 1911 році власниками нерухомого майна були Степан Христофорович та Євгенія Дмитрівна Туварджиєва. Цими власниками була здійснена перебудова будинку, яка збільшила його вартість у 3 рази. В будівлі була створена мансарда, цокольний поверх став використовуватись по іншому. З'явилась більярдна. В період з 1913 по 1914 рік з'явився надпис «Білліардная», який був збережений до 2016 року. Цей надпис був виготовлений у спеціальній майстерні І. К. Мішустіна, яка спочатку була розташована по сусідству, а потім через один будинок. В 1920-х роках більярдна зачинена. У XX столітті у будинку було декілька комунальних квартир, його фасад часто використовувався при проведенні зйомок фільмів.

### XXI століття
В 2015 році з'явилась інформація про майбутній зніс історичної будівлі. До збереження об'єкту приєдналось ростовське відділення Всеросійського союзу охорони пам'яток. Його представниками була надана інформація та документи з проханням до Міністерства культури надати будівлі охоронний статус та визнати «Будинок купців Туварджиєвих» об'єктом, який має суспільну цінність. Питання мало бути вирішено у лютому 2016 року — будівлю відмовились визнати об'єктом культурної спадщини. В кінці квітня 2016 року будинок купців Туварджиєвих з більярдною був знесений, на його місці ведеться будівництво багатоповерхового готелю.

## Опис
Будинок був прикладом типової забудови кінця XIX століття. Розташовувався на території історичного центру.